# 鎧駅
鎧駅（よろいえき）は、兵庫県美方郡香美町香住区鎧字タルビにある、西日本旅客鉄道（JR西日本）山陰本線の駅である。

## 歴史
- 1912年（明治45年）3月1日：鉄道院山陰本線香住駅 - 浜坂駅間延伸時に開設[1]。客貨取扱開始[2]。
- 1970年（昭和45年）12月15日：小口扱い貨物及び荷物扱い廃止[3]、無人駅化[4]。
- 1980年（昭和55年）：駅舎改築[1]。
- 1987年（昭和62年）4月1日：国鉄分割民営化に伴い、JR西日本の駅となる[2]。
- 2010年（平成22年）7月17日：余部橋梁工事のため、同日から8月11日まで列車が運休（バス代行）となり、営業を一時休止。
- 2012年（平成24年）3月17日：ダイヤ改正に伴い、一部普通列車が通過となる[5]（該当列車は2013年3月16日より名義を「快速」に変更）。
- 2021年（令和3年）3月13日：ダイヤ改正に伴い、快速設定消滅。普通列車が全停車となる[6]。
- 2022年（令和4年）10月1日：組織改正に伴い、近畿統括本部福知山管理部管轄となる。

## 駅構造
浜坂方面に向かって左側に単式ホーム1面1線を有する地上駅（停留所）。
豊岡駅管理の無人駅。
以前は相対式ホーム2面2線を有し、交換設備を備えていた。駅舎側2番線に浜坂方面行、地下道を渡った先の1番線に豊岡方面行が発着していた。2008年ダイヤ改正時に1番線への列車停車設定が無くなり、浜坂方面・豊岡方面共に駅舎側2番線に発着するようになった。1番線の場内・出発信号機自体は2009年頃までは稼動していた。2010年3月から2025年7月現在に至るまで使用停止されている。2012年秋頃に棒線駅化工事が実施され、分岐器が撤去された後、1番線レールも撤去された。1番線ホームから日本海を見下ろすことが出来るため、観光客への配慮から1番線ホームへの出入りは可能となっている。

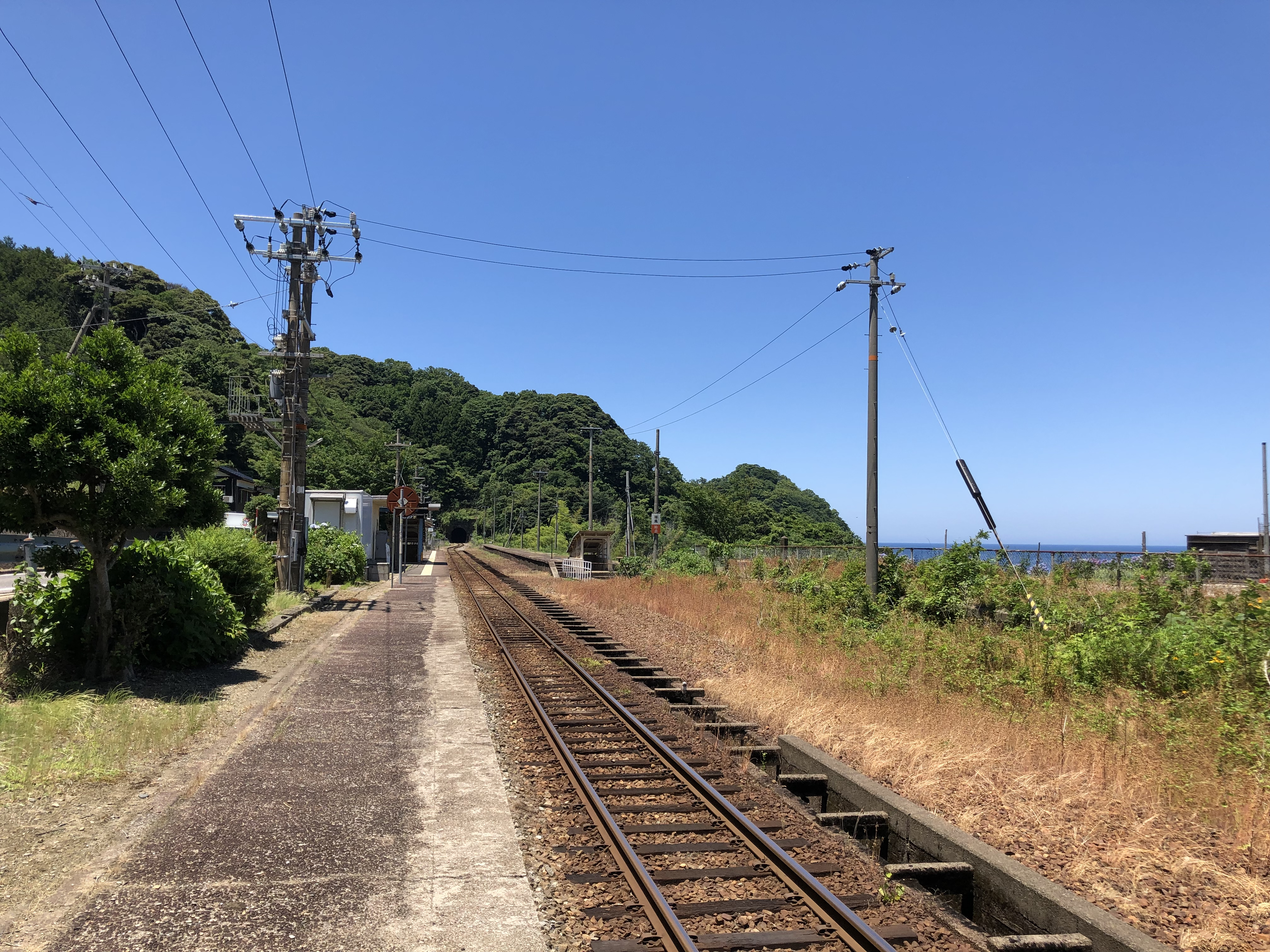
棒線化工事実施後の駅構内（2019年6月）
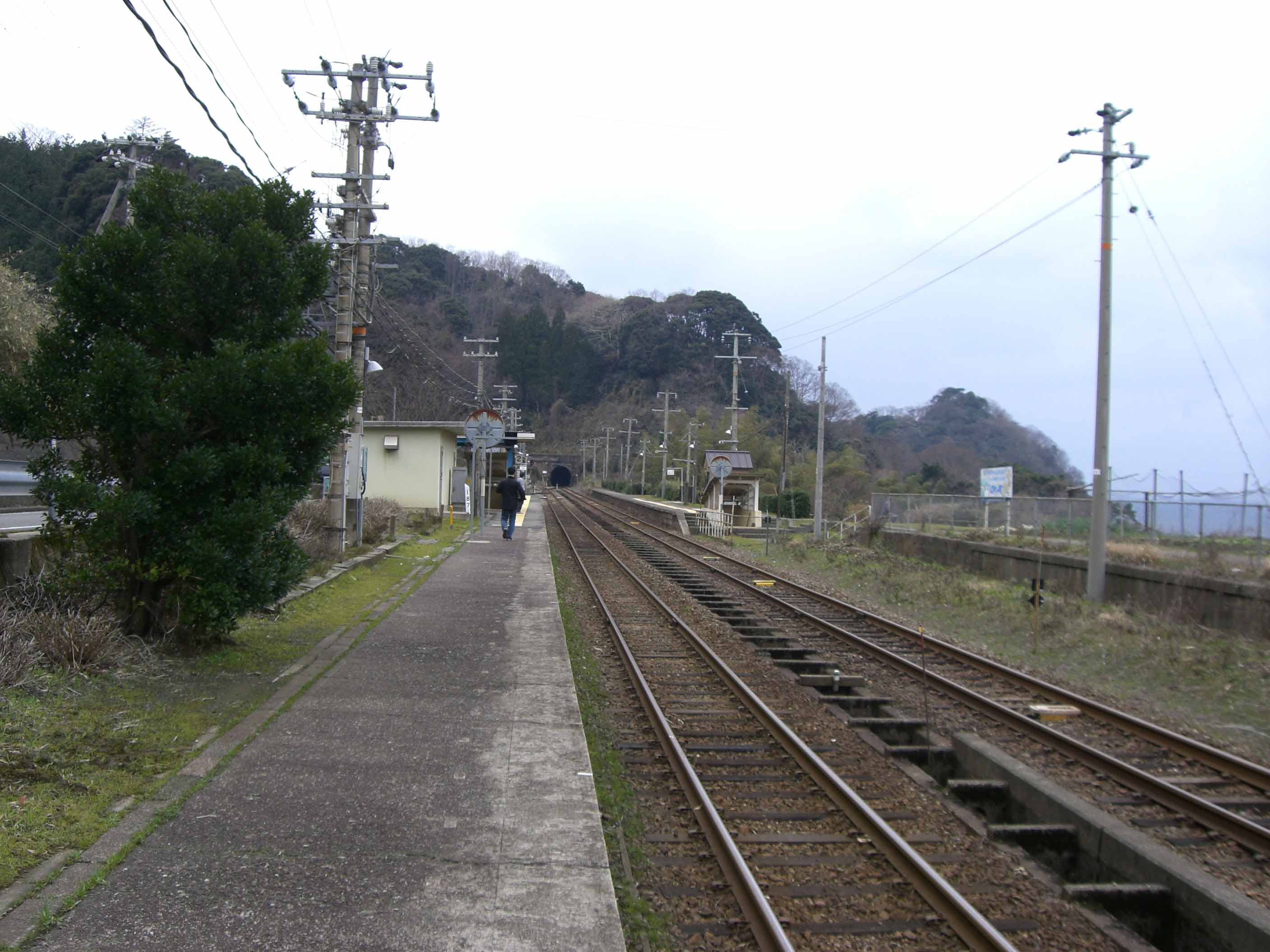
棒線化工事以前の駅構内（2007年2月）
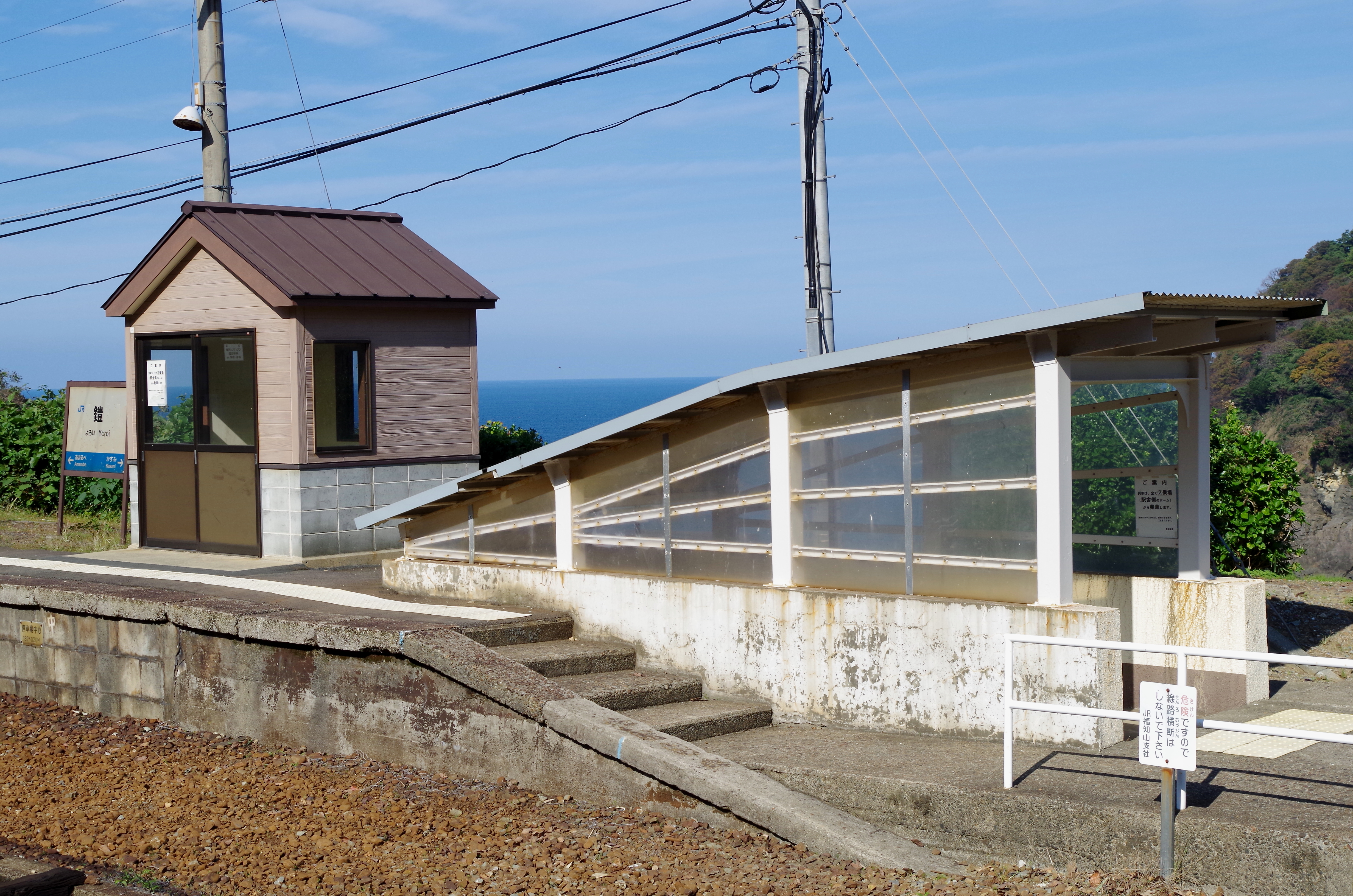
1番線ホームと地下道入口（2013年）

## 利用状況
2023年度の1日平均乗降人員は36人。近年の1日平均乗車人員の推移は以下の通り。
| 乗車人員推移 | 乗車人員推移 |
| 年度         | 1日平均人数  |
| ------------ | ------------ |
| 2000         | 58           |
| 2001         | 55           |
| 2002         | 51           |
| 2003         | 52           |
| 2004         | 47           |
| 2005         | 43           |
| 2006         | 43           |
| 2007         | 35           |
| 2008         | 31           |
| 2009         | 29           |
| 2010         | 25           |
| 2011         | 21           |
| 2012         | 17           |
| 2013         | 14           |
| 2014         | 12           |
| 2015         | 9            |
| 2016         | 8            |
| 2020         | 11           |

## 駅周辺

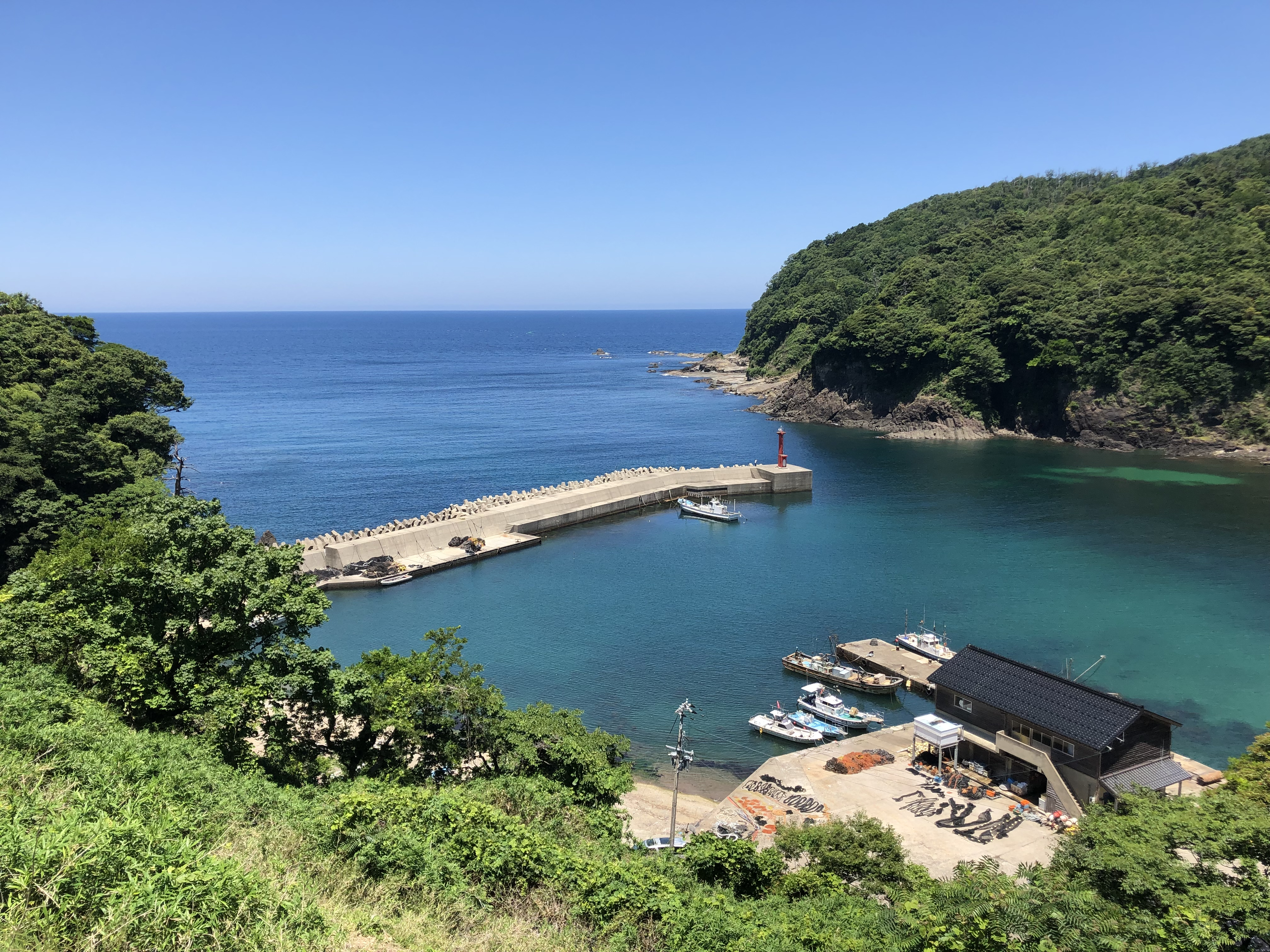
海側（2019年6月）

- 香住海岸
- 兵庫県道166号鎧停車場線
- 十二社神社
- 松ヶ崎百層崖
- 香美町町民バス「鎧駅」停留所

## その他
- 宮本輝の小説『海岸列車』は当駅を舞台にしたシーンが主題となっている[1]。
- NHK連続テレビ小説のふたりっ子（1996 - 1997年放送）のロケ地として使われている[1]。
- TBS系列ドラマ『砂の器』（2004年放送）の第2話において「丹後神山駅」と言う駅名でロケ地となった駅である。
- 過去には鎧漁港で水揚げされた海鮮物を貨物列車で運び出すために港と駅がインクライン（傾斜鉄道）で結ばれており、現在も遺構が残る[1]。
- 2001年冬の「青春18きっぷ」ポスターに使用された[8]。

## 隣の駅
西日本旅客鉄道（JR西日本）
 山陰本線
香住駅 - 鎧駅 - 餘部駅